# Ana Beatriz Nogueira
Ana Beatriz Soares Nogueira (ur. 22 października 1967 w Rio de Janeiro) – brazylijska aktorka filmowa i telewizyjna, nagrodzona Srebrnym Niedźwiedziem dla najlepszej aktorki podczas Festiwalu Filmowego w Berlinie za rolę w filmie Vera.
Urodziła się w Rio de Janeiro, jako córka Marii Lúcii, nauczycielki oraz Hamiltona, z zawodu prawnika. Ukończyła Andrews School w Rio de Janeiro. W wieku siedemnastu lat, opuściła rodzinny dom, usamodzielniając się. Studiowała na Casa de Artes das Laranjeiras oraz w Tablado Theater pod okiem dramaturg Marii Clary Machado i aktora Miguela Falabelly.
Debiutowała w telewizji w serialu Santa Marta Fabril (1984). W 1987 roku występuje w filmie Vera w reżyserii Sergia Toledo, opartym na powieści Sandry Mary Herzer. Tytułowa rola Very, transseksualistki, przynosi aktorce Srebrnego Niedźwiedza dla najlepszej aktorki podczas Festiwalu Filmowego w Berlinie w 1987 roku. Od początku lat 90. grywa w brazylijskich telenowelach, m.in. w Z głową w chmurach. Od 2009 roku gra w telenoweli Droga do Indii.

## Filmografia
Filmy fabularne
- 2006: Mulheres do Brasil jako Matka Any
- 2004: Czworokąt (O Diabo a Quatro) jako Andréa
- 2003: Sukienka (O Vestido) jako Angela
- 2002: Lara jako Marta
- 2002: Querido Estranho jako Teresa
- 2001: Copacabana jako Młoda Salete
- 2000: Villa-Lobos - Uma Vida de Paixão jako Lucília
- 1995: Jenipapo jako Márcia
- 1991: Matou a Família e Foi ao Cinema jako Młoda żona
- 1990: Stelinha
- 1987: Vera jako Vera

Seriale telewizyjne
- 2009: Droga do Indii (Caminho das Índias) jako Ilana Gallo
- 2008: Ciranda de Pedra jako Pani Herta
- 2006-2007: Bicho do Mato jako Lili Sampaio
- 2005: Essas Mulheres jako Leocádia Duarte
- 2004: Sob Nova Direção jako Ânia
- 2003-2004: Celebridade jako Ana Paula Moutinho
- 2003: A Casa das Sete Mulheres jako Dona Rosa
- 1999: Z głową w chmurach (Andando Nas Nuvens) jako Marta
- 1997: Anjo Mau jako Maria Eduarda 'Duda' Resende
- 1996: Dziedziczna nienawiść (O Rei do Gado) jako Jacira
- 1995: Você Decide
- 1992: As Noivas de Copacabana jako Fátima
- 1991: Felicidade jako Selma
- 1991: O Sorriso do Lagarto
- 1989: Kananga do Japão jako Alzira
- 1988: O Pagador de Promessas
- 1986: Mania de Querer jako Teca
- 1984: Santa Marta Fabril

## Nagrody
- Nagroda na MFF w Berlinie Najlepsza aktorka: 1987 Vera